# Лоссиус, Иоганн Христиан
Иоганн Христиан Лоссиус (нем. Johann Christian Lossius; 1743—1813) — немецкий философ

 и психолог.
Двоюродный брат К. Ф. Лоссиуса.

## Биография
Родился 22 апреля 1743 года в Либштедте (Саксен-Веймар). Изучал философию в Йёнском университете. Среди его однокурсников в Йене был Христиан Готгильф Зальцман. 
В 1770 году получил в Эрфуртском университете кафедру философии, а в 1772 году — кафедру богословия. 
И. Х. Лоссиус считал, что психические явления сводятся к материальным процессам в человеческом теле, которые повинуются определенным механическим и физиологическим закономерностям. Благодаря воздействию внешних предметов на органы чувств возникают ощущения, из которых создаются представления и понятия. Находясь под влиянием английского и французского материализма, он боролся против картезианского учения о врождённых идеях, лейбницевской монадологии, скептицизма Юма и субъективного идеализма Беркли, хотя в своих воззрениях в области теории познания колебался между материалистической теорией отражения и релятивизмом, а в старости склонялся к гносеологии Канта.
Его сочинения: «Physische Ursachen des Wahren» (Gotha, 1775); «Unterricht der gesunden Vernunft» (Bd. 1–2. — Gotha, 1777–1778); «Neueste philosophische Literatur» (1780), «Neues philosophisches allgemeines Real-Lexikon» (Bd. 1–4. — Erfurt, 1803–1806).
Умер 8 января 1813 года в Эрфурте.